# Маунт Кам (Тексас)
Маунт Кам (енгл. Mount Calm) град је у америчкој савезној држави Тексас. По попису становништва из 2010. у њему је живело 320 становника.

## Демографија
Према попису становништва из 2010. у граду је живело 320 становника, што је 10 (3,2%) становника више него 2000. године.
| Група             | 2000.       | 2010.       |
| Белци             | 222 (71,6%) | 222 (69,4%) |
| Афроамериканци    | 42 (13,5%)  | 23 (7,2%)   |
| Азијати           | 5 (1,6%)    | 1 (0,3%)    |
| Хиспаноамериканци | 35 (11,3%)  | 65 (20,3%)  |
| Укупно            | 310         | 320         |